# 三津屋古墳
三津屋古墳（みつやこふん）は、群馬県北群馬郡吉岡町大久保にある古墳。形状は八角墳。群馬県指定史跡に指定されている。

## 概要

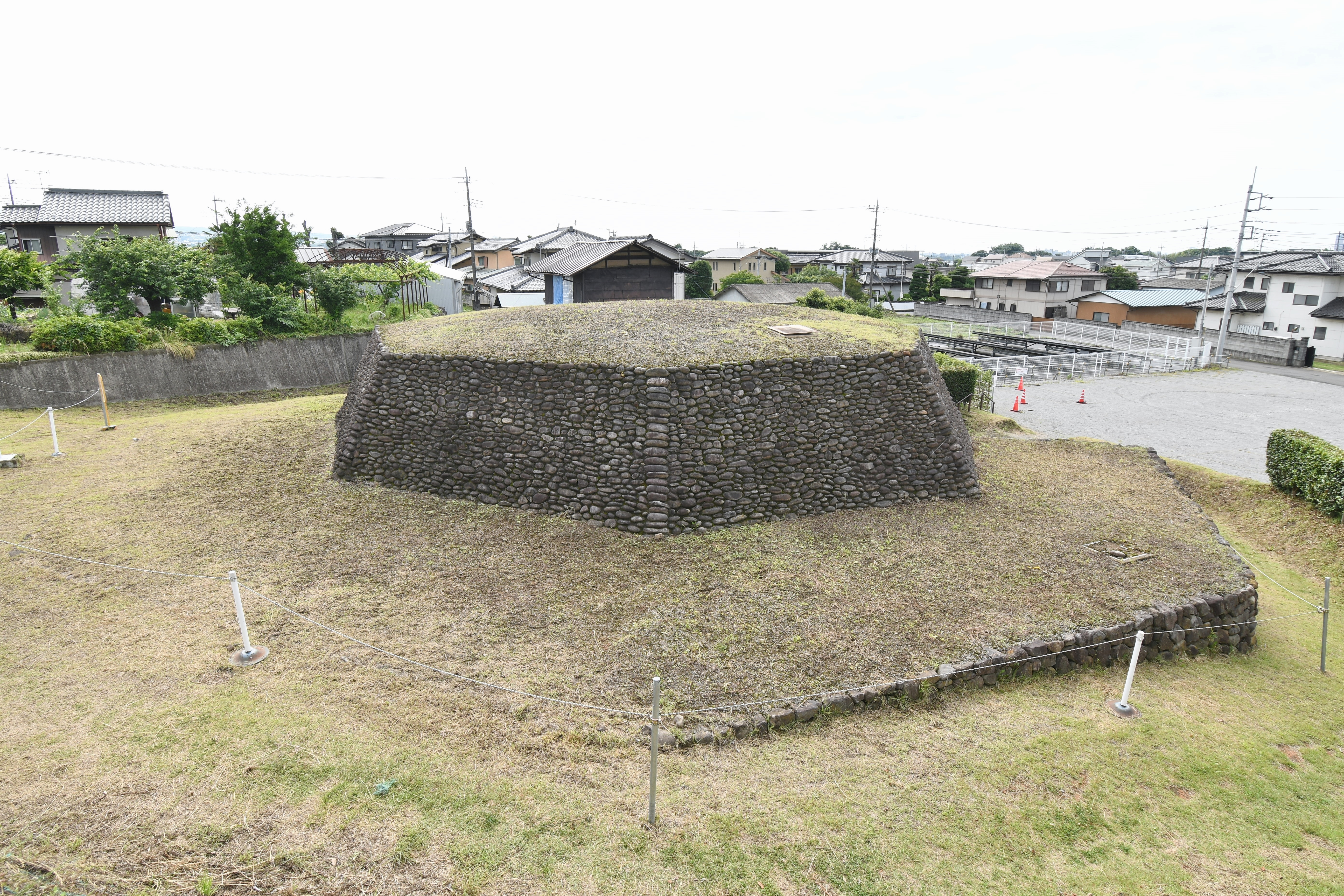
墳丘

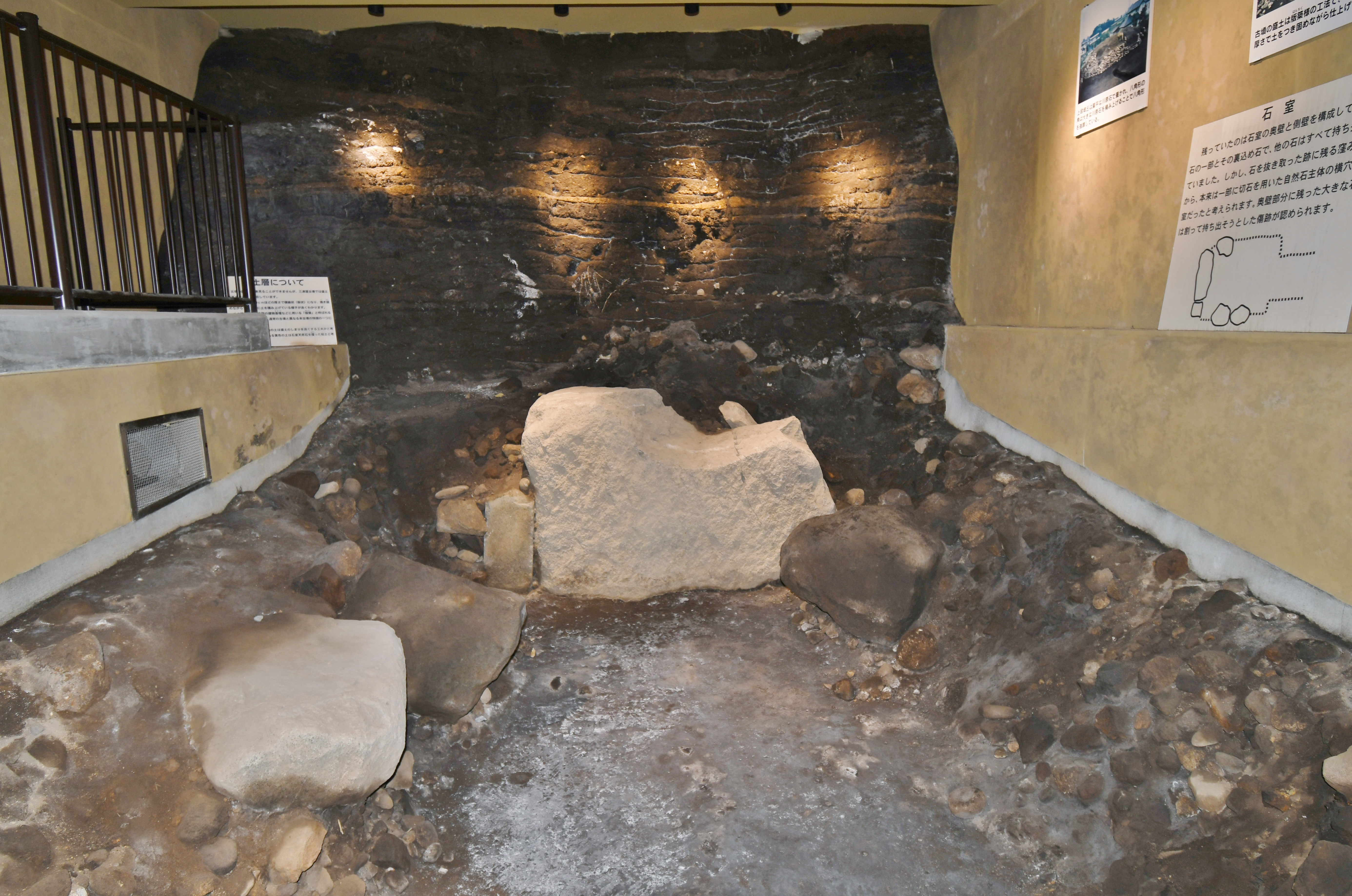
石室

群馬県中部、榛名山東麓において、利根川に注ぐ午王頭川の左岸に築造された古墳である。これまでに石室は大きく破壊を受けているほか、1993年（平成5年）に発掘調査が実施されている。
墳形は正八角形。墳丘は2段築成で、厚さ10センチメートル程度の版築状の水平積み上げによって構築される。墳丘外表には葺石が認められるほか、墳丘周囲には周濠が巡らされる。埋葬施設は両袖式の横穴式石室で、玄室奥壁を八角形の中心として南方向に開口する。石室は大きく破壊を受けているが、自然石乱石積みによって構築されて一部には切石を使用したと見られ、前面には前庭部を付す。盗掘のため副葬品は詳らかでない。
この三津屋古墳は、古墳時代終末期の7世紀後半頃の築造と推定される。八角墳は段ノ塚古墳（奈良県桜井市、舒明天皇陵）・御廟野古墳（京都府京都市、天智天皇陵）・野口王墓古墳（奈良県明日香村、天武・持統天皇合葬陵）など当時の天皇陵クラスの古墳で採用される墳丘形態であり、当地の豪族の特異性を示す点で貴重な古墳になる。また本古墳の北西にある南下古墳群は上毛野地域において総社古墳群（前橋市）に次ぐ有力首長墓群であり、本古墳と合わせて畿内ヤマト王権による上毛野地域の中央集権化との関係を考察するうえで重要視される。
古墳域は1995年（平成7年）に群馬県指定史跡に指定されている。

## 遺跡歴
- 1993年（平成5年）、発掘調査（吉岡町教育委員会、1996年に報告書刊行）。
- 1995年（平成7年）3月24日、群馬県指定史跡に指定[4]。
- 2001年（平成13年）3月23日、史跡範囲の追加指定[2]。

## 墳丘
古墳の規模は、対角長約23.8メートル・残存高さ4.5メートルを測り、八角形の一辺は下段約9メートル・上段約6メートルを測る。築造に際しては1尺約30センチメートルの唐尺の使用が推測される。
墳丘の葺石には、下段では山石が、上段では扁平な川原石が使用されており、特に上段は精巧な造りになる。

## 文化財

### 群馬県指定文化財
- 史跡
  - 三津屋古墳 - 1995年（平成7年）3月24日指定、2001年（平成13年）3月23日追加指定[4][2]。

## 関連文献
（記事執筆に使用していない関連文献）
- 『三津屋古墳 -八角形墳の調査-（吉岡町文化財調査報告書 第7集）』吉岡町教育委員会、1996年。